# Norton 3½ HP-serie
De Norton 3½ HP-serie was een serie 500cc-motorfietsen die het Britse merk Norton produceerde van 1908 tot 1921. De slogan "Unapproachable Norton" werd met dit model geïntroduceerd.

## Voorgeschiedenis
James Lansdowne Norton had in 1898 de Norton Mfg. Company opgericht. Dit bedrijf maakte onderdelen voor fietsen, maar dankzij Norton's vriendschap met Charles Riley Garrard, die het Franse merk Clément vertegenwoordigde met zijn merk Clément-Garrard, kon hij in 1902 Clément-motorfietsen in licentie gaan maken, de Norton Energette. In 1907 bracht Norton de 726cc-Norton-Peugeot uit. Het was in de periode dat Britse motorfietsfabrikanten nog afhankelijk waren van inbouwmotoren van het Europese vasteland. Vanaf 1905 bracht de Britse concurrentie al modellen met eigen motoren uit en in 1908 was Norton ook zo ver. Het introduceerde een lichte tweetakt, de Nortonette, een zware 633cc-zijspantrekker, het Model 1 Big Four, en het 500cc-3½ HP model.

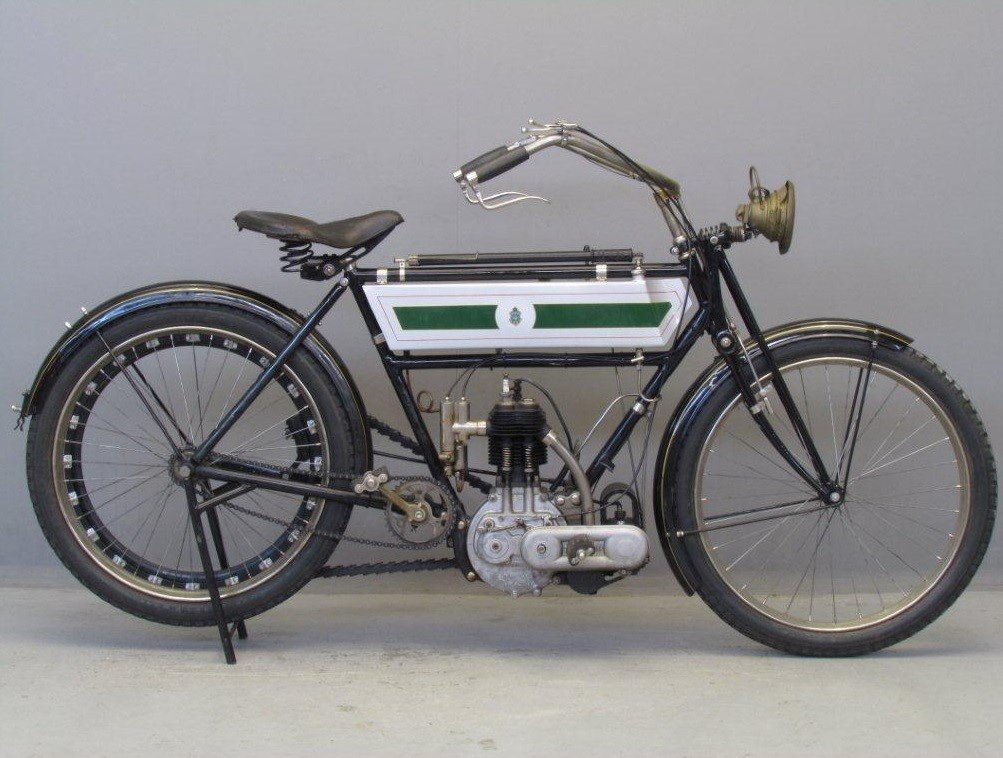
Dit Triumph 3½ HP Model leek veel op het Norton 3½ HP Model, maar had een kortere wielbasis.

## Norton 3½ HP Model
De Norton 3½ HP was een tamelijk eenvoudige motorfiets, die qua opbouw veel gelijkenis vertoonde met het Triumph 3½ HP Model dat een jaar eerder was verschenen. De Norton had echter een zeer grote wielbasis. De aanduiding 3½ HP gaf het fiscaal vermogen aan en bleef ongewijzigd toen in de loop der jaren het vermogen toenam. Ook de snelle TT, BS en BSR-modellen bleven 3½ HP heten.

### Motor
De motor was een dwarsgeplaatste luchtgekoelde eencilinderzijklepmotor met een boring van 79 mm, een slag van 100 mm en een cilinderinhoud van 490,2 cc. De ontsteking werd verzorgd door een Bosch-magneet die voor het blok zat en die door een klein kettinkje vanaf de uitlaatnokkenas werd aangedreven. De smering werd verzorgd door het gebruikelijke total loss-smeersysteem met een handpompje op de tank.

### Rijwielgedeelte
Het frame was een brugframe waarbij het blok een dragend deel was. Aan de voorkant zat een girder-type voorvork van Druids, achtervering was er niet. In het voorwiel zat een velgrem, achter een belt rim brake.

### Transmissie
Van versnellingsbakken of zelfs naafversnellingen was in de eerste jaren nog geen sprake, maar ook toen dat wel zo was (vanaf ca. 1910) werden ze niet toegepast op het Norton 3½ HP-model. Deze machine had een aandrijfriem vanaf de krukas rechtstreeks naar het achterwiel. Vanaf 1910 kon men echter wel een tweevoudige poelie op de krukas monteren (de Brampton Variable Gear), waardoor er toch twee versnellingen ontstonden, maar zonder koppeling. De machine kostte in 1909 65 pond, maar met twee versnellingen 10 pond extra.

### Eerste Wereldoorlog
Bij het uitbreken van de Eerste Wereldoorlog moest een groot aantal merken de productie sterk inperken en de productie van civiele motorfietsen werd in 1916 verboden. Dit was nodig om grondstoffen (staal, aluminium en rubber) te besparen. Norton was een van de weinige bedrijven die door konden produceren. Het War Office koos het 3½ HP Model als militaire motorfiets, maar niet voor de eigen troepen, die zwoeren bij het populaire Triumph Model H. Het Norton 3½ HP Model werd aan de geallieerde legers geleverd, met name aan de troepen van Rusland.

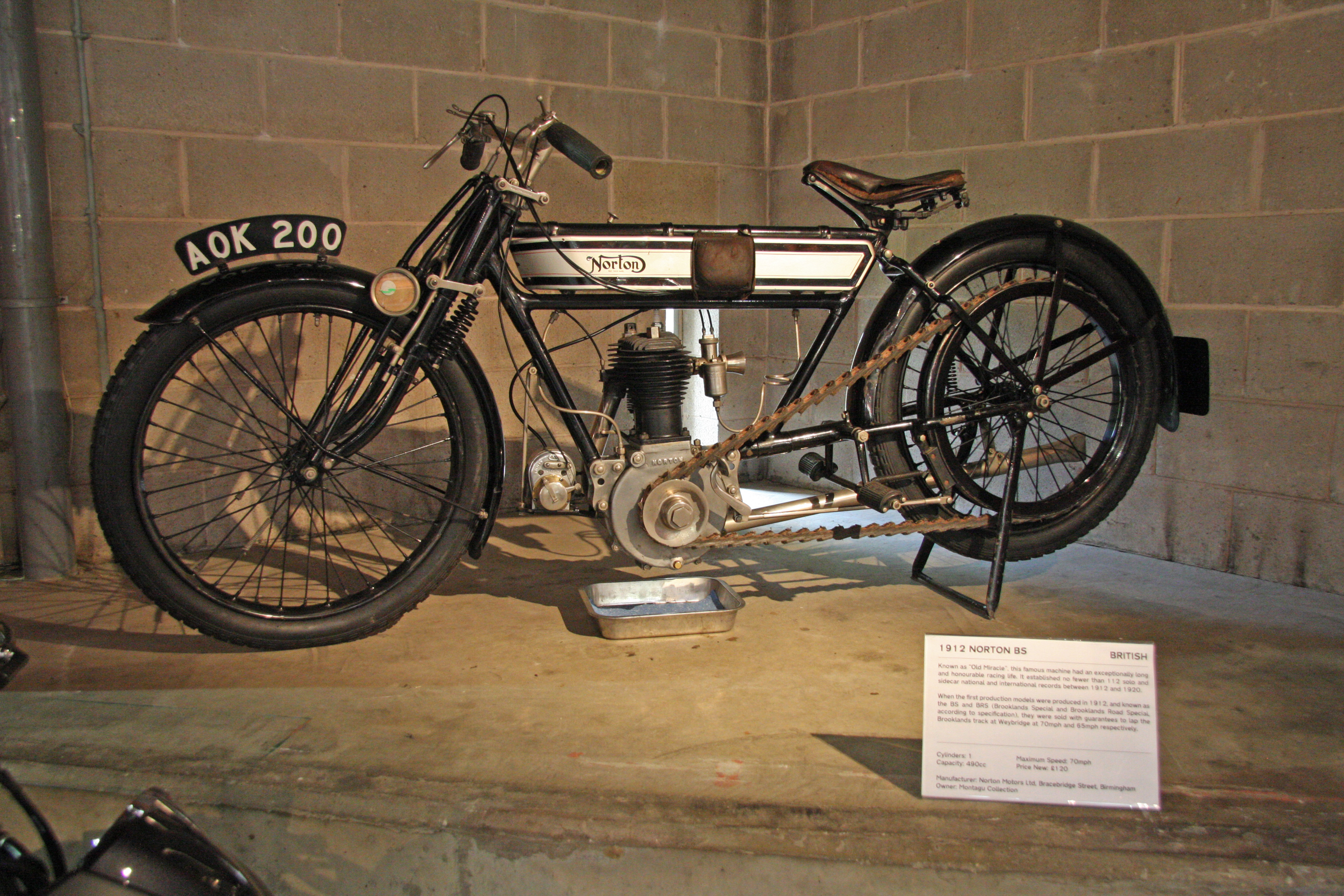
Norton Model 7 BS

## Norton Model 7 BS en Model 8 BRS
In 1913 kwam Norton in financiële moeilijkheden, die deels waren te wijten aan een ziekte die James Lansdowne Norton had opgelopen op het eiland Man. Het werd gered door Bob Shelley, die met zijn bedrijf R.T. Shelley Norton overnam. Shelley nam zijn zwager Daniel O'Donovan op in de raad van bestuur. O'Donovan was een verdienstelijk amateur-motorcoureur, maar vooral een uitstekend tuner. Hij had (net als James Lansdowne Norton) geracet op het hogesnelheidscircuit van Brooklands en nam het op zich een aantal 3½ HP's op te voeren en te testen op Brooklands. De getunede blokken werden daar in kratten naartoe gebracht, in een frame gemonteerd en 20 ronden lang ingereden. Daarna werden ze uit elkaar gehaald, opgemeten en de kleptiming, de ontsteking, de zuigers, de lagers enz. werden gecontroleerd. Dan volgde de snelheidstest met een stopwatch. De blokken die ten minste 70 mijl per uur (113 km/uur) haalden kregen een certificaat en werden als Norton Model 7 BS (Brooklands Special) verkocht. Het waren feitelijk de eerste productieracers ter wereld. Amateurs konden ze inzetten in de weinige races die er in het Verenigd Koninkrijk waren. De exemplaren die deze snelheid niet haalden, maar wel 65 mijl per uur bereikten, kregen een certificaat met de aanduiding Norton Model 8 BRS (Brooklands Road Special). Zij werden verkocht als sportmotor, die de basis legden voor wat later clubmanracers (straatmotoren die geschikt waren voor wedstrijden) zouden worden.

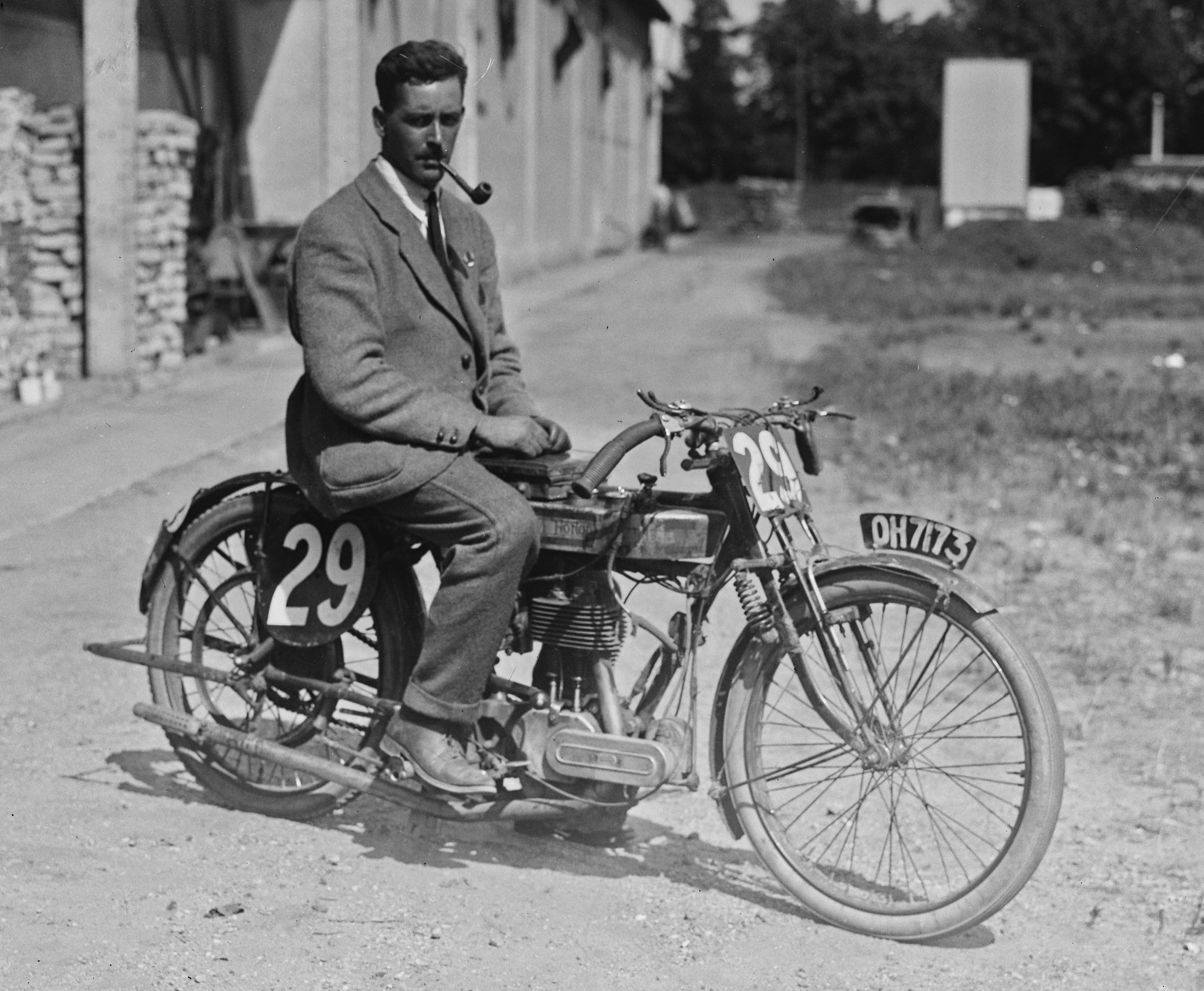
Graham Walker, Norton Model 9 TT in 1921

## Norton Model 9 TT
Dankzij het werk van O'Donovan kon Norton voor de TT van 1914 ook snellere motoren inzetten, het Norton Model 9 TT. Het werd geen succes. O'Donovan viel uit, Ossie Braid werd 46e en zijn broer Ray slechts 51e. Het Model 9 TT was voorzien van de Brampton Variable Gear met twee versnellingen. In latere jaren ging het beter: tijdens de Senior TT van 1920 finishte Douglas Brown als tweede en hij vestigde samen met winnaar Tommy de la Hay een record: het eerste racegemiddelde boven 50 mijl per uur.

## Norton 3½ HP OHV Model
Begin 1922 verschenen de eerste foto's van een Norton met kopklepmotor. Die machine werd nog Norton 3½ HP OHV Model genoemd, zelfs toen "The Motor Cycle" in november 1922 meldde dat de machine nu toch echt voor iedereen te koop was. Er werd toen al melding gemaakt van een aantal verbeteringen, zoals extra koelribben op de cilinderkop, bronzen nokvolkers onder de stoterstangen, verbeterde klepveren, toepassing van meer kogellagers en een aluminium zuiger. Het getoonde prototype, met coureurs/testrijders Rex Judd en Vic Horsman, had nog een verlengd frame, waarschijnlijk voor de hogesnelheidstest op Brooklands. Behalve de kopklepmotor had dit model nu ook volledige (primaire en secundaire) kettingaandrijving, een handgeschakelde drieversnellingsbak, een trommelrem in het voorwiel en een dummy belt rim brake achter. De machine werd nooit als 3½ HP OHV Model verkocht. Toen ze op de markt kwam was het Norton Model 18.

## Technische gegevens
| Norton                 | 3½ HP Model                                | Model 7 BS                                 | Model 8 BRS                                | Model 9 TT                                 | 3½ HP OHV Model                     |
| ---------------------- | ------------------------------------------ | ------------------------------------------ | ------------------------------------------ | ------------------------------------------ | ----------------------------------- |
| Periode                | 1908-1918                                  | 1914-1922                                  | 1914-1922                                  | 1914-1922                                  | 1922                                |
| Categorie              | Toer                                       | Sport                                      | Sport                                      | Productieracer                             | Prototype                           |
| Motortype              | Zijklepmotor                               | Zijklepmotor                               | Zijklepmotor                               | Zijklepmotor                               | Kopklepmotor                        |
| Bouwwijze              | dwarsgeplaatste staande eencilinder        | dwarsgeplaatste staande eencilinder        | dwarsgeplaatste staande eencilinder        | dwarsgeplaatste staande eencilinder        | dwarsgeplaatste staande eencilinder |
| Koeling                | Lucht                                      | Lucht                                      | Lucht                                      | Lucht                                      | Lucht                               |
| Boring                 | 79 mm                                      | 79 mm                                      | 79 mm                                      | 79 mm                                      | 79 mm                               |
| Slag                   | 100 mm                                     | 100 mm                                     | 100 mm                                     | 100 mm                                     | 100 mm                              |
| Cilinderinhoud         | 490,2 cc                                   | 490,2 cc                                   | 490,2 cc                                   | 490,2 cc                                   | 490,2 cc                            |
| Carburateur(s)         | Binks, Brown & Barlow en Amac              | Binks, Brown & Barlow en Amac              | Binks, Brown & Barlow en Amac              | Binks, Brown & Barlow en Amac              | Binks, Brown & Barlow en Amac       |
| Ontsteking             | Bosch-magneet, vanaf 1914: C.A.V.- magneet | Bosch-magneet, vanaf 1914: C.A.V.- magneet | Bosch-magneet, vanaf 1914: C.A.V.- magneet | Bosch-magneet, vanaf 1914: C.A.V.- magneet | C.A.V.-magneet                      |
| Smeersysteem           | Total loss                                 | Total loss                                 | Total loss                                 | Total loss                                 | Total loss                          |
| Max. Vermogen          | 3½ HP                                      | 3½ HP                                      | 3½ HP                                      | 3½ HP                                      | 3½ HP                               |
| Topsnelheid            | Onbekend                                   | 113 km/uur                                 | 105 km/uur                                 | 113 km/uur                                 | Onbekend                            |
| Primaire aandrijving   | NVT                                        | NVT                                        | NVT                                        | NVT                                        | Ketting                             |
| Koppeling              | NVT                                        | NVT                                        | NVT                                        | NVT                                        | Meervoudige droge plaat             |
| Versnellingen          | 0 of 2                                     | 0 of 2                                     | 0 of 2                                     | 2                                          | 3                                   |
| Secundaire aandrijving | Riem                                       | Riem                                       | Riem                                       | Riem                                       | Ketting                             |
| Rijwielgedeelte        | Brugframe                                  | Brugframe                                  | Brugframe                                  | Brugframe                                  | Brugframe                           |
| Voorvork               | Girder-type Druids                         | Girder-type Druids                         | Girder-type Druids                         | Girder-type Druids                         | Girder-type Druids                  |
| Achtervork             | Star                                       | Star                                       | Star                                       | Star                                       | Star                                |
| Voorrem                | Velgrem                                    | Velgrem                                    | Velgrem                                    | Velgrem                                    | Trommelrem                          |
| Achterrem              | Belt rim brake                             | Belt rim brake                             | Belt rim brake                             | Belt rim brake                             | Dummy belt rim brake                |
| Opvolger               | Model 16                                   | Model 16H BS                               | Model 16H BS                               | Model 18                                   | Model 18                            |